# Tolattyú
A tolattyú a dugattyús hőerőgépeknél a henger töltésére, illetve ürítésére szolgáló eszközök egyik fajtája.

## Működése
A tolattyú olyan szerkezet, amelyben a tolattyúszekrényben a tolattyúrúd segítségével egy tolattyútest mozog, rendszerint a dugattyú mozgásával párhuzamos irányban. Egyik irányba elmozdulva a henger egyik oldalába enged friss gőzt vagy üzemanyagot, a másik oldalról egyidejűleg kiengedi az expandált gőzt vagy égéstermékeket. A másik fél fordulaton vagy másik ütemben az ellenkező hengeroldalakon végzi el ugyanezt a tevékenységet. A tolattyút a vezérmű mozgatja. A vezérmű a beállításától függően a tolattyúnak kisebb, vagy nagyobb kitérést tesz lehetővé, ezzel szabályozza a hengerbe kerülő üzemanyag vagy friss gőz mennyiségét, azaz a henger "töltését".
A tolattyúk mellett ugyanerre a feladatra alkalmaznak szelepeket és csapokat is.
A belső égésű motoroknál csak a fejlődés kezdeti szakaszában használtak tolattyúkat, később a szelepes megoldások teljes mértékben kiszorították őket. A gőzgépeknél a szelepes megoldások is elterjedtek, de a tolattyúk megmaradtak a gőzgépek készítésének a legutolsó időszakáig, különösen a gőzmozdonyoknál.
Alapvetően kétfajta tolattyú volt elterjedve, a síktolattyú és a hengeres tolattyú (más néven dugattyús vagy körtolattyú).

### Síktolattyú
A korai gőzgépek leggyakrabban síktolattyút használtak. Ennél a kivitelnél a tolattyúrúd egy kagyló alakú tolattyútestet mozgat. A tolattyútest egy sík felületen csúszik mindkét irányban, amit "tolattyútükörnek" neveznek. A tükörfelületen lévő két vagy több nyílás a gőzcsatornákon át összeköttetésben áll a gőzhenger végeivel. Alaphelyzetben a tolattyútest mindkét csatornát lezárja. Egyik irányban eltolva a tolattyútest az egyik gőzcsatornát a külső oldalon beáramló friss gőz számára nyitja meg, míg a másik gőzcsatornából az expandált „fáradt gőz” a kagyló alatt lévő kiömlő nyíláson át távozhat. Ebből következik, hogy a síktolattyúk mozgása a dugattyú mozgását megelőzi, a dugattyú hátrafelé mozgatásához a tolattyút hátra kell eltolni.
A síktolattyúban a tolattyútestet a nagy nyomású friss gőz szorítja rá a tükörfelületre. Emiatt a síktolattyú állandó intenzív kenést igényel, amit a gőzbe kevert hengerolaj biztosít. A gőznyomás fokozása a síktolattyú fokozott kopásával, berágódásával járt együtt. A túlhevítés bevezetése miatt a síktolattyúk kenése nem volt kielégítő, emiatt áttértek a körtolattyús gőzgépek készítésére.
A síktolattyú előnye volt még, hogy amennyiben a hengerben lecsapódott víz mennyisége akkora lett, hogy nem fért el a hengerben, a fáradt gőz csatornájába bekerülő összenyomhatatlan víz a tolattyútestet egyszerűen felemelte, megakadályozva ezzel a henger tönkremenetelét, a „vízütést”. Ez persze csak viszonylag alacsony sebesség mellett történt meg, mert gyors dugattyúmozgásoknál a víznek nem maradt ideje a tolattyúszekrénybe jutni.

### Hengeres tolattyú
A túlhevített gőz alkalmazásának a bevezetése után a gőzgépeket hengeres tolattyúval tervezték. Ennél a kivitelnél a tolattyúrúdra két kerek tolattyútest (dugattyú) van felerősítve, amelyek a tolattyúhengerben mozognak. A tömítésről gyűrűk gondoskodnak. A hengeres tolattyúnál a friss gőzt rendszerint – a síktolattyúval ellentétes módon – a két tolattyútest közé vezetik be (szakkifejezéssel: belső beömlésű tolattyú), mert ily módon a tolattyúrúd nagynyomású tömítése elmaradhat. Emiatt a hengeres tolattyúk a dugattyúhoz képest fordított mozgást végeznek, a dugattyú hátrafelé mozgatásához a tolattyút előre kell tolni.